# Харьковка (Павлодарская область)
Харьковка (каз. Харьковка) — село в Актогайском районе Павлодарской области Казахстана. Административный центр Харьковского сельского округа. Село расположено в 110 км к северо-западу от города Павлодара и в 25 км к югу от административного центра района — села Актогай, на высоте 113 метров над уровнем моря. Код КАТО — 553257100.

## История
Село было основано в 1909 году переселенцами из Харьковской губернии на урочище Жартырам Аккольской волости Павлодарского уезда Семипалатинской области. До 1928 года было волостным центром, в 1928—1938 годах — в Иртышском районе, с 1938 года — в Куйбышевском (с 1963 года — Краснокутском, с 1992 года — Актогайском) районе.
Харьковка была центральной усадьбой бывшего совхоза «Харьковский», образованного в 1962 году на части земель совхоза имени Чкалова, имени Жданова и госземфонда. В 1976 году часть земель Харьковского совхоза были переданы Краснокутскому райспецхозобъединению (РСХО).

## Население
В 1985 году в селе жили 1304 человека, в 1999 году численность населения села составляла 707 человек (340 мужчин и 367 женщин). По данным переписи 2009 года, в селе проживало 526 человек (274 мужчины и 252 женщины).